# Дреновець (притока Бодви)
Дреновець (словац. Drienovec) — річка у регіоні Турня в Словаччині, права притока Бодви, протікає в окрузі Кошиці-околиця.
Довжина приблизно 13.5-14.0 км. Витік знаходиться в масиві Кошицька улоговина (частина Медзевські пагорби) — на висоті близько 265—270 метрів. Протікає Кошицькою улоговиною — територією сіл Дебрадь; Дрєновець; Молдава-над-Бодвою; Турнянска Нова Вес і Турня-над-Бодвоу.
Впадає в Бодву на висоті приблизно 170—175 метрів.